# میسلیوویتسه
میسلیوویتسه (به چکی: Myslejovice) یک منطقهٔ مسکونی در جمهوری چک است که در ناحیه پروستییوو واقع شده‌است.
 میسلیوویتسه ۶٫۹۲ کیلومتر مربع مساحت و ۶۲۲ نفر جمعیت دارد و ۳۵۳ متر بالاتر از سطح دریا واقع شده‌است.